# Baie de Westphalie
La baie de Westphalie (en allemand : Westfälische Bucht), également appelée Münsterländer ou Westfälische Tieflands- ou Flachlandsbucht, est un paysage plat situé pour l'essentiel en Westphalie et seulement en très petite partie en Rhénanie du Nord (extrême sud-ouest) et en Basse-Saxe (régions périphériques au nord). Elle constitue, après la baie du Bas-Rhin (en allemand : Niederrheinische Bucht) et avec la plaine du Bas-Rhin (en allemand : Niederrheinisches Tiefland) qui la prolonge à l'ouest, la deuxième partie la plus méridionale de la plaine d'Allemagne du Nord en Allemagne de l'Ouest.
La baie de Westphalie se compose des différentes parties du Münsterland, du Emscherland (de) qui s'y rattache au sud-ouest et, plus au sud encore, des régions flanquant le Sauerland autour du Hellweg.
Du point de vue de l'espace naturel, la baie de Westphalie constitue un groupe d'unités principal et est classée dans le Handbuch der naturräumlichen Gliederung Deutschlands (de) avec le code 54, et dans le système du Bundesamt für Naturschutz (BfN) (en français : « Office fédéral de la protection de la nature ») avec le code D34 dans les mêmes limites. La baie peut être interprétée et délimitée géomorphologiquement de différentes manières, en particulier par des couches de glace de période glaciaire, ce qui s'écarte de la délimitation et du découpage de l'espace naturel.

## Division spatiale naturelle
Le groupe d'unités principales de la Baie de Westphalie se subdivise naturel en unités principales (trois chiffres) comme suit, :
- (vers la plaine d'Allemagne du Nord)
  - 54 (=D34) : Baie de Westphalie
    - 540 : Ostmünsterland ou Pays de Münster oriental
    - 541 : Kernmünsterland
    - 542 : Hellweg Börde
    - 543 : Emscherland
    - 544 : Westmünsterland
    - 545 : Westenhellweg

## Situation et limites

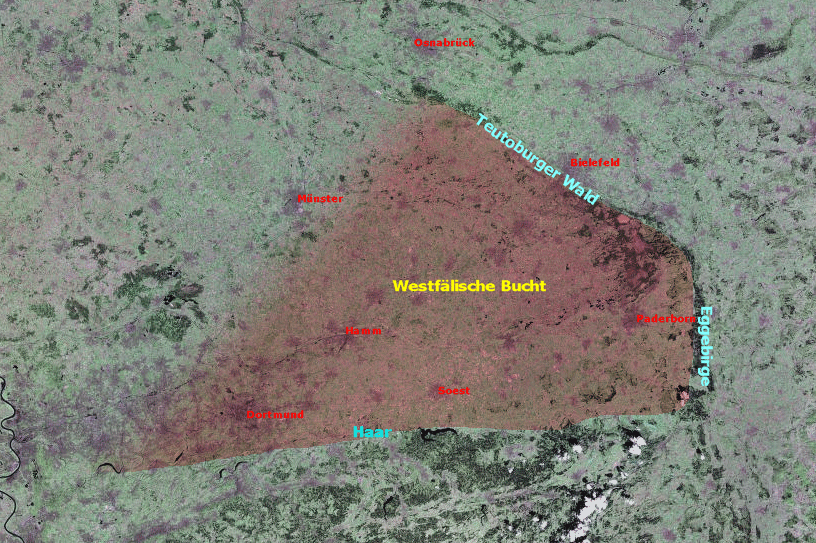
Vue satellite de la baie de Westphalie Nasa.

Le caractère de baie au sens « baie de plaine » dans le terme baie de Westphalie réside dans le fait qu'elle est délimitée du nord-est à l'est par des parties du Niedersächsisches Bergland (Bergland de Basse-Saxe) et au sud par le nord du Süderbergland (Bergland du Sud) directement par des moyennes montagnes qui dépassent la baie de plusieurs centaines de mètres.
La ligne de démarcation de l'espace naturel s'étend dans le sens des aiguilles d'une montre, en commençant par le nord et en partant de Rheine vers le sud-est, le long de l'arête sud de la forêt de Teutoburg, du sud-ouest d'Osnabrück jusqu'à la jonction de la forêt de Teutoburg et du Eggegebirge (de) (mont Egge), en passant par le sud-ouest de Bielefeld. À partir de là, la frontière avec le Paderborner Hochfläche (de) (plateau de Paderborn) situé en amont de l'Egge s'étend vers le sud-sud-ouest en passant par Paderborn et Büren.
À partir de l'est de Rüthen, la frontière avec le Nordsauerländer Oberland (de) s'étend vers l'ouest (y compris la forêt d'Arnsberg) en direction de l'ouest, passe directement au sud du Haarstrang, le réservoir de la Möhne et se poursuit au sud du Hellweg, puis à la jonction avec le Niedersauerland jusqu'au sud de Dortmund, de là, le tracé se poursuit vers l'ouest, au nord des Ardeygebirge et des parties adjacentes des Niederbergisch-Märkischen Hügelland, en passant par le sud de Bochum et d'Essen sur les Ruhrhöhen, jusqu'à une colline (164,7 m d'altitude) au nord de Kettwig et juste avant Mülheim.
De l'est de Mülheim, la frontière avec la Niederrheinisches Tiefland (plaine du Bas-Rhin), qui s'étend désormais vers le nord, passe par Bottrop, Dorsten, Borken et enfin, le long de la frontière avec les Pays-Bas, vers Gronau.
D'un point de vue purement géomorphologique, la limite sud-ouest avec la plaine rhénane plus plate se situe encore un peu plus à l'ouest : ainsi, les Niederrheinischen Sandplatten (plaques sablonneuses du Bas-Rhin) (unité principale 578) avec Oberhausen, Hünxe et Bocholt se rattachent à l'ouest au Westmünsterland sans palier d'altitude perceptible et ne s'abaissent sensiblement vers l'ouest que vers la plaine de l'Issel (576) et la plaine moyenne du Bas-Rhin (575). De la même façon, le Paderborner Hochfläch (plateau de Paderborn) (unité principale 362) au sud-est est, dans une certaine mesure, une partie naturelle de la baie, qui n'est délimitée que par la crête de l'Egge. Elle est bordée de roches similaires à celles du Haarstrang, nettement plus étroit, qui la prolonge vers l'ouest. D'autre part, les vallées du haut plateau, formées par le système fluvial de l'Alme, sont nettement encaissées et se distinguent nettement des vallées larges et moins profondes du pays de Münster. Leur transition vers Obermöhne- und Almewald (334.6), Briloner Hochfläche (plateau de Brilon) (334.7) et la forêt de Fürstenberg (334.8), qui font partie du Nordsauerländer Oberland (Oberland du Nord-Sauerland) (unité principale 334), s'effectue vers le sud sans palier d'altitude notable.

### Villes
Les plus grandes villes de la baie de Westphalie sont, au sud-ouest, les grandes villes du centre et de l'est de la Ruhr, au nord de la Ruhr, ainsi que les villes de Münster au centre, de Gütersloh et de Paderborn à la périphérie est. En revanche, seule une petite partie du sud de Bielefeld (Brackwede, Senne, Sennestadt) se trouve au nord de la baie, tandis que le cœur de la ville est séparé par la crête de la forêt de Teutoburg.
Les villes les plus peuplées de la baie de Westphalie sont (entre parenthèses, le nombre d'habitants en milliers, au 31 décembre 2017) : 
- Dortmund (sans le sud – 587)
- Essen (sans le sud – 583)
- Bochum (sans le sud – 366)
- Bielefeld (seulement Sennestadt - donc seulement 21 sur 333)
- Münster (314)
- Gelsenkirchen (260)
- Oberhausen (seulement des parts minimales à l'est - petites parties de 211)
- Hamm (179)
- Herne (156)
- Mülheim (seulement le nord-ouest - petites parties de 171)
- Paderborn (seulement la moitié nord-est - parties de 149)
- Bottrop (à l'exception de l'extrême ouest – 117)
- Recklinghausen (113)
- Gütersloh (99)
- Witten (seulement la moitié nord - parties de 97)
- Lünen (86)

### Rivières
Les systèmes fluviaux importants dans le pays de Münster sont le système fluvial de la Lippe, les cours supérieurs du système de l'IJssel avec le Vieil Yssel, Bocholter Aa, Schlinge, Berkel et Aahauser Aa, l'hydrosystème de la Dinkel et celui du cours supérieur de son affluent Vechte, l'hydrosystème de l'Ems supérieur et, dans le Emscherland, celui de l'Emscher qui lui a donné son nom.
Les affluents droits de la Möhne et du cours inférieur de la Ruhr jouent un rôle plutôt mineur à l'extrême sud, sur le Hellweg.

## Chaînes de montagnes et îlots montagneux
Le pays de Münster abrite quelques grandes chaînes de montagnes et divers îlots montagneux. Sur la bordure sud, on trouve par contre le Haarstrang dans la partie est et quelques branches éloignées du massif schisteux rhénan à l'ouest ainsi que des hauteurs de loess et de gravier. Ci-dessous, quelques chaînes de montagnes qui ne se trouvent pas encore dans l'espace naturel sont également mentionnées. Les chaînes de montagnes sont classées en fonction de leur altitude au-dessus du niveau de la mer, l'espace naturel correspondant est indiqué après un tiret ; tous les reliefs mentionnés sont également indiqués sur la carte du relief :
- Haarstrang ; jusqu'à 391 m - 542.3 Haarstrang, unité principale 542 Hellweg Börde
- Fürstenberg (de) ; 280 m ; directement à l'embouchure de la Möhne ; en dehors de l'espace naturel - 3372.6 Fürstenberg, unité principale 3372 Märkisch-Sauerländisches Unterland (voir Bergisch-Sauerländisches Unterland)
- Ardeygebirge (de) ; jusqu'à 274,8 m ; en dehors de l'espace naturel - 3371.5 Ardey, unité principale 3771 Niederbergisch-Märkisches Hügelland
- Henrichsknübel ; 245 m ; au nord-est de Fröndenberg, au nord de Menden ; en dehors de l'espace naturel - 3372.2 Fröndenberger Hohenheide
- Kleiner Berg ; 210 m ; au nord-ouest de Bad Rothenfelde ; en dehors de l'espace naturel, mais peut aussi être interprété comme se trouvant à l'intérieur - 534.32 Rothenfelder Osningvorland, unité principale 534 Osnabrücker Osning ; peut aussi être interprété comme faisant partie de l'unité principale 540 Ostmünsterland
- Ruhrhöhen (de) (Hauteurs de la Ruhr) ; jusqu'à 196 m dans l'aile est (Bochum-Stiepel) ; en dehors de l'espace naturel - 3771.2 Vallée de la Ruhr (partie nord de celle-ci)
- Baumberge (de) ; jusqu'à 188,7 m ; à l'est de Billerbeck ; - 541.03 Baumberge, Unité principale 541 Kernmünsterland
- Stockumer Höhe près de (Witten-)Stockum ; 177 m - 545.1 Stockumer Höhe, unité principale 545 Westenhellweg
- Beckumer Berge (de) ; jusqu'à 174 m - 541.3 Beckumer Berge
- Coesfeld-Daruper Höhen (de) ; jusqu'à 166 m ; partie sud-ouest des Baumberge au sens large - 541.07 Coesfeld-Daruper Höhen
- Ruhrhöhen (Westflügel) ; jusqu'à environ 165 m au nord de (Essen)-Kettwig et au Baldeneyer Berg à Essen-Baldeney (au nord du lac Baldeney) ; en dehors de la région naturelle - 3771.2 Ruhrtal
- Schöppinger Rücken (de) ; jusqu'à 158 m ; à l'est de Schöppingen ; partie nord-ouest des Baumberge au sens large - 541.02 Schöppinger Rücken
- Haard (de) (jusqu'à 156,9 m) ; au nord-ouest de Oer-Erkenschwick (et au sud-ouest de Haltern) - 544.7 Haard ; unité principale 544 Westmünsterland
- Hohe Mark (de) ; jusqu'à 145,9 m ; au nord-ouest de Haltern (partie principale de Hohe Mark (avec les crêtes de Reken) - 544.30 Pays de collines centrales de Hohe Mark
- Rekener Berge (de) ; 133,8 m ; nord-ouest de Hohe Mark (avec les crêtes de Reken) - 544.36 Rekener Berge
- Borkenberge (de) jusqu'à 133,3 m ; au nord-est de Haltern - 544.5 Borkenberge
- Castroper Höhen (de) ; jusqu'à un bon 130 m (au Halde Schwerin (de) (terril de Schwerin) 151 m) ; près de Castrop-Rauxel - 545.0 Castroper Platte(n)
- Altenberger Rücken (de) ; jusqu'à 119 m dans la partie sud-est ou principale près d'Altenberge - 541.05 Altenberger Rücken
- Werner Berg- und Hügelland ; partie nord-est des Lipper Höhen près de Werne (au nord-ouest de Hamm) - 541.52 Werner Berg- und Hügelland
- Vestischer Höhenrücken (de) ; jusqu'à 114 m ; en forme d'arc autour de Recklinghausen - 543.0 Vestischer Höhenrücken, unité principale 543 Emscherland
- Delbrücker Rücken (de) (Dorsale de Delbrück) ; jusqu'à 114 m ; moraine de fond près de Delbrück - 540.23 Dorsale de Delbrück
- Cappenberger Höhen (de) ; jusqu'à 112 m ; partie sud-ouest des Lipper Höhen près de Cappenberg (au nord de Lünen) - 541.50 Cappenberger Höhen
- Buchenberg ; 111 m ; partie nord-ouest des Altenberger Rückens près de Steinfurt - 541.05 Altenberger Rücken
- Seppenrader Hügel ; jusqu'à 110 m ; près de Seppenrade, à l'ouest de Lüdinghausen - 541.22 Seppenrader Hügel
- Die Berge (de) ; jusqu'à 107,4 m ; au nord-est de Borken ; extrême nord-ouest de Hohe Mark (avec les crêtes de Reken) - 544.37 Die Berge
- Hünsberg (de) ; 106 m ; au sud-ouest de Coesfeld - 544.42 Stevede-Merfelder Flachrücken
- Rothenberg ; 95,6 m ; près de Rothenberge à l'est d'Ochtrup ; partie sud-ouest des Rheiner Höhen - 544.06 Rheiner Höhen
- Crête de Bentheim ; 95 m ; à Bad Bentheim - 544.01 Bentheimer Berg
- Montagne de Bentheim ; 84 m ; Bentheim-Gildehaus - 544.01 Bentheimer Berg
- Thieberg (de) ; 84 m ; à l'ouest de Rheine ; partie nord-est des Rheiner Höhen - 544.06 Rheiner Höhen
- Montagne de Bentheim ; 84 m - 544.01 Bentheimer Berg
- Tankenberg (de) ; 82 m ; au nord-est d'Oldenzaal ; en dehors de la région naturelle - région naturelle non désignée, mais faisant partie de 58 Dümmer-Geestniederung
- Isterberg (de) ; 68 m ; près d'Isterberg au nord de Bentheim - 544.00 Bentheimer Wald
- Lonnekerberg ; 63 m ; au nord-est d'Enschede ; en dehors de la région naturelle - région naturelle non désignée, mais faisant partie de 58 Dümmer-Geestniederung
- Colline au sud de Salzbergen ; 56 m ; au nord-ouest de Rheine - 544.05 Stoverner Sandplatte
- Samerrott ; 53 m ; au sud-est de Schüttorf - 544.05 Stoverner Sandplatte

## Explication des termes
Le terme « Baie de Münster », parfois utilisé comme synonyme de « Baie de Westphalie », caractérise le fait qu'une grande partie de la plaine de basse altitude est occupée par le pays de Münster central et oriental, et doit donc être comprise comme une pars pro toto.
L'utilisation du terme baie renvoie à l'origine géologique de ce paysage à moitié entouré de chaînes de montagnes moyennes, il s'agissait autrefois d'une baie marine de la mer de craie (Crétacé), dont la forme est encore lisible aujourd'hui dans la topographie.

## Paléontologie
En divers endroits de la baie de Westphalie, on a trouvé des ammonites géantes dans des couches du sous-sol datant du Crétacé, par exemple lors de la construction du métro de Dortmund. Ces céphalopodes, avec un diamètre de coquille de plus de deux mètres, sont les plus grands vertébrés connus.

## La baie de Westphalie au sens strict et au sens large

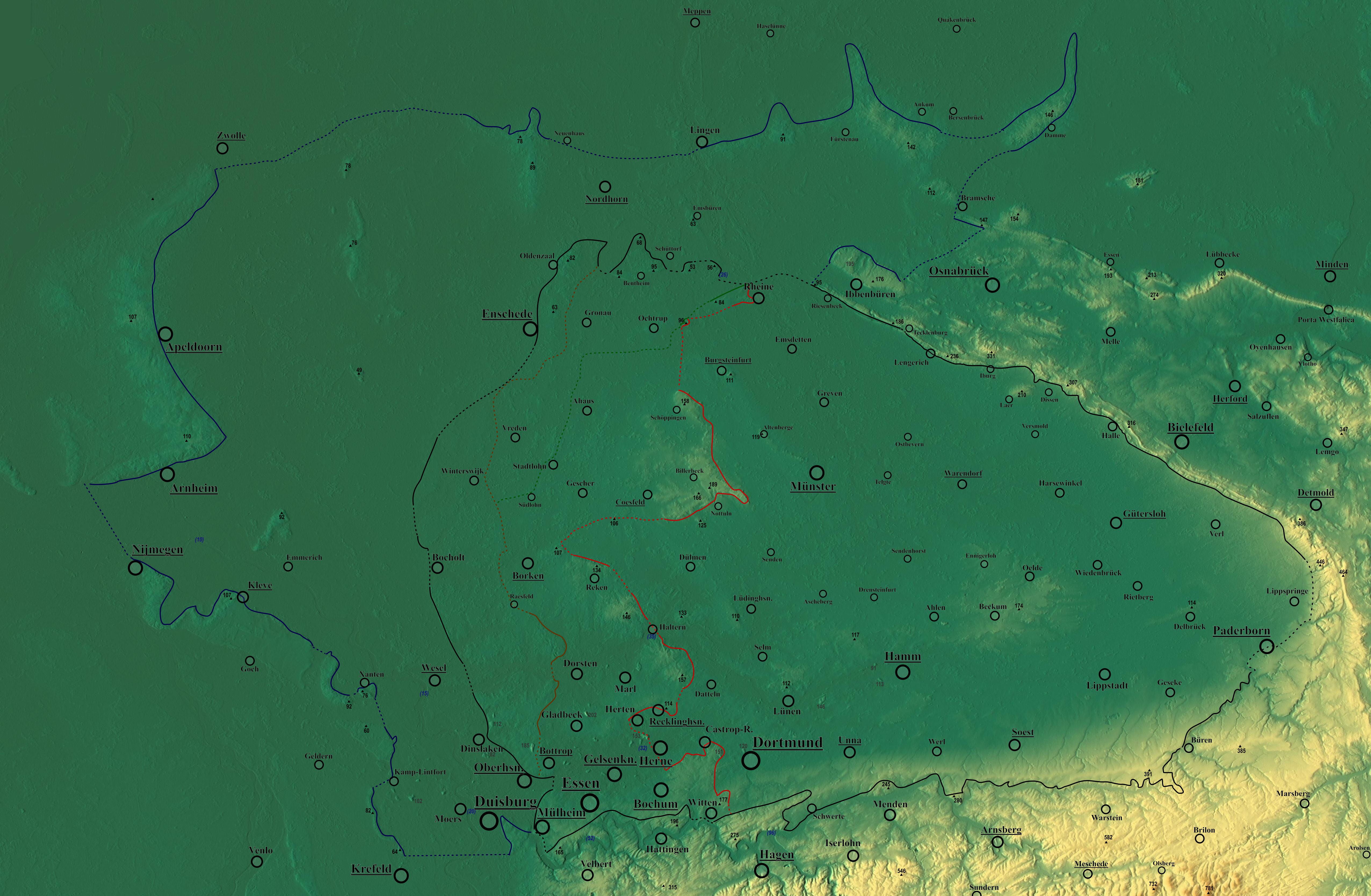
Relief de la baie de Westphalie ; en noir les limites de l'espace naturel (y compris Plaques sablonneuses du Bas-Rhin, 578), en brun la limite ouest du groupe d'unités principales 54 (en vert la limite du Crétacé supérieur au Crétacé inférieur), en rouge les limites de la baie au sens strict et en bleu les limites de la baie au sens large ou glaciaire.

Du point de vue allemand, il semble judicieux de définir la baie de Westphalie de telle sorte qu'elle corresponde à peu près à la partie nord de la Westphalie et qu'elle se termine au nord-ouest à la frontière néerlandaise. De même, il semble judicieux, du point de vue de l'espace naturel, de délimiter le Paderborner Hochfläche (plateau de Paderborn) par rapport aux Niedersächsisches Bergland (pays montagneux de Basse-Saxe). Cependant, d'autres délimitations sont également interprétables. Mais les limites extérieures fixes et nettes de la baie sont en tout cas la crête de la forêt de Teutoburg au nord-est ainsi que celles de Haarstrang, du Ardeygebirge et des Ruhrhöhen au sud.

### Grande région naturelle de la baie de Westphalie
La limite ouest de la grande région naturelle 54 correspond en grande partie à la limite ouest génétique du Crétacé supérieur ou, au nord, à celle du Crétacé inférieur avec les roches de l'Oligocène. Le Crétacé supérieur affleure dans presque toute la baie ainsi que sur le plateau de Paderborn. Dans la carte au 1:1.000.000 du Handbuch der naturräumlichen Gliederung Deutschlands (de) de 1960, cette frontière est également indiquée aux Pays-Bas ou revient brièvement en Allemagne au nord-ouest de Ahaus. Dans le Verfeinerung 1:200.000, sur la feuille 83/84 Osnabrück/Bentheim du même auteur que celui qui était responsable du groupe dans le manuel (Sofie Meisel), parue en 1961, il s'arrête cependant à la frontière néerlandaise à l'ouest de Bad Bentheim et ne revient pas dans le secteur de la feuille. Dans la feuille de raccordement sud Feuille 95/96 Clèves/Wesel (Wilhelm von Kürten, 1977), il n'est pas non plus indiquée du côté néerlandais et commence du côté allemand entre Winterswijk et Borken.
Le Kernmünsterland est une région de montagne (unité principale 541) s'étend des Baumberge et de la Schöppinger Rücken ainsi que des Altenberger Rücken, qui s'étendent de Burgsteinfurt à Münster, vers le sud-est jusqu'aux Lipper Höhen et aux Beckumer Berge ainsi qu'au versant oriental et occupe nominalement aussi la vallée de la Lippe depuis entre Olfen et Datteln en amont jusqu'à Benninghausen à l'ouest de la zone urbaine de Lippstadt. Au nord-est et à l'est de cette région se trouve le Ostmünsterland (540) au bord de l'Ems et de la Lippe supérieure, au nord-ouest et à l'ouest le Westmünsterland (544), qui comprend au sud-est les hauteurs des Halterner Berge et au sud la vallée de la Lippe jusqu'à l'ouest de Dorsten.
Au sud de la baie, riche en lœss, les Hellweg Börde (542) s'étendent de Paderborn à l'est jusqu'à l'ouest de Dortmund à l'ouest ainsi que dans la Witten-Hörder Mulde jusqu'à Witten et juste avant la vallée de la Ruhr. À l'ouest, le sud de la baie se répartit entre deux unités principales, à savoir le Emscherland (543) avec la Vestischer Höhenrücken et la vallée de l'Emscher de Dortmund à Oberhausen au nord et l'espace naturel de Westenhellweg moins plat (545) juste au nord de la vallée de la Ruhr entre Witten et Mülheim, dans laquelle se trouvent également les villes de Bochum et Essen.

### La baie de Westphalie au sens le plus strict
Entre l'extrémité nord-ouest de la crête de la forêt de Teutoburg et l'extrémité ouest du Massif schisteux rhénan, la baie est fermée par diverses chaînes de montagnes entre lesquelles se trouvent cependant des coupures à ondes plates avec des cours d'eau et qui se succèdent en zigzag :
- Extrémité nord-ouest de la forêt de Teutoburg avec le Huckberg (95,2 m) et ses pentes nord-ouest.
  - Mittellandkanal (Canal du Mittelland)
- Montagne de la ville Rheine
  - Ems
- Thieberg (jusqu'à 84,2 m)
  - Steinfurter Aa et Vechte
- Rothenberg (95,9 m) près de Rothenberge.
- Vechte
- Schöppinger Rücken (jusqu'à 157,6 m)
- Baumberge (jusqu'à 188,7 m)
- Hünsberg (106,2 m)
  - Kuhlenvenn ; zone marécageuse avec source du Heubach (cours supérieur du Halterner Mühlenbach) et du Uhlandbach (vers la Berkel)
- Montagnes de Reken (jusqu'à 133,8 m)
- Hohe Mark (jusqu'à 145,9 m)
  - Lippe
- Haard (jusqu'à 156,9 m)
- Crête de la Vesdre (jusqu'à 114 m)
- Halde Hoheward (152,5 m)
  - Emscher et Canal Rhin-Herne
- Castroper Höhen (jusqu'à bien 130 m, au Halde Schwerin 151 m)
- Stockumer Höhe (jusqu'à 177,1 m) près de Stockum.

### La baie de Westphalie au sens large ou glaciaire

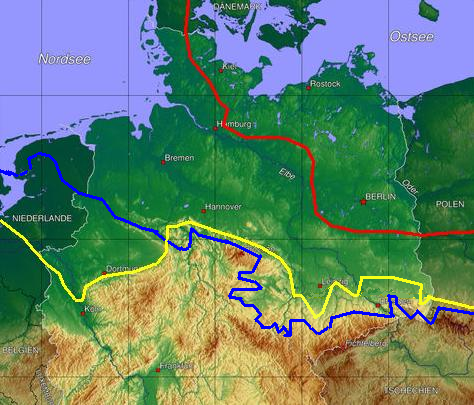
Représentation schématique des avancées glaciaires maximales respectives des trois dernières glaciations dans les plaines du nord de l'Allemagne :
- : Lieu de la marge glaciaire de la glaciation vistulienne.
- : La bordure glaciaire de la glaciation saalienne.
- : Situation des bords de glace de la glaciation elstérienne.

Pendant la glaciation elstérienne, la plus ancienne des glaciations, la plaine d'Allemagne du Nord était recouverte de glaciers, mais pas la baie de Westphalie. Ce n'est qu'au cours de la glaciation saalienne que les glaciers atteignirent l'ensemble de la baie, mais celle-ci ne fut pas recouverte de glaciers au cours de son stade de Drenthe. Durant cette période, la Ankumer Höhe, qui se rattache au nord-ouest des Wiehengebirge, forma un glacier (jusqu'à 142 m), avec les Dammer Berge  (jusqu'à 146 m) qui lui font face à l'est et la Lingener Höhe qui la prolonge vers l'ouest (jusqu'à 91 m), une situation d'exrtrémité du glacier (moraine terminale (de)). Dans l'extension presque maximale de la glaciation de la Saale, stable sur une longue période, la glace s'étendait par contre jusqu'à la baie complète et à l'ouest de celle-ci jusqu'aux moraines terminales de la Veluwe (jusqu'à 110 m) à l'ouest de Apeldoorn à l'ouest et de la Niederrheinische Höhenzug (chaîne de montagnes du Bas-Rhin) entre Nijmegen et Krefeld au sud-ouest. La différence entre les deux couches marginales de glace définit une baie de Westphalie "au sens large", dont environ un tiers de la superficie se trouve dans les Pays-Bas.
Alors que dans la délimitation de la baie "au sens le plus étroit", la ligne de verrouillage est perpendiculaire aux chaînes de hauteurs marginales nettes, des chaînes de hauteurs qui prolongent le Teutoburger Wald parallèle au nord-est du Wiehengebirge vers le nord-ouest, puis vers l'ouest, définissent une baie nettement plus grande, mais dont la délimitation est nettement moins nette vers le nord-ouest. Au nord-est de Rheine s'étend d'abord un paysage d'ondes plates qui n'est verrouillé que par la hauteur d'Ankum, suivie à l'ouest par d'autres hauteurs :
- Ankumer Höhe (jusqu'à 142 m) ; moraine terminale du stade de Drenthe
- Lingener Höhe (jusqu'à 91 m) ; même moraine terminale
  - Ems avec Lingen
- Mühlenberg (49 m)
  - Canal Sud-Nord
  - Vechte et Dinkel (Vechte)|Dinkel avec Neuenhaus
- Itterbecker Heide (à la Montagne Blanche à l'est, au nord-ouest de Uelsen, jusqu'à environ 78 m) ; moraine terminale de la période froide de l'Elster
  - Regge
- Archemerberg (77,9 m) ; avec les hauteurs qui s'y rattachent au sud (Grote Koningsbelt : 75,5 m, parc national Sallandse Heuvelrug ; Lochemse Berg : 49,2 m) moraine terminale d'un état intermédiaire de la période froide de la Saale
  - IJssel avec Zwolle
- Veluwe (jusqu'à 110 m), Apeldoorn sur le bord est ; position marginale stable et presque maximale de la période froide de la Saale
  - IJssel avec Arnhem
  - Waal avec Nimègue
- Chaîne de montagnes du Bas-Rhin (aux NL jusqu'à environ 100 m, au Klever Berg 106,8 m ; situation marginale stable, presque maximale de la période froide de la Saale
  - Rhin près de Duisbourg

Vers le nord occidental, la baie de Westphalie élargie n'est verrouillée que de manière lacunaire, mais vers l'ouest septentrional par la Veluwe sans interruptions notables, vers le sud-ouest sur les hauteurs du Rhin inférieur avec de légères lacunes.